# 오지역 (도쿄도)
오지역(일본어: 王子駅 おうじえき[*], 영어: Ōji Station)은 일본 도쿄도 기타구에 있는 철도역이다.
도쿄 도 교통국 아라카와 선의 정류장은 오지에키마에 정류장(일본어: 王子駅前停留場 오지 역앞 정류장[*])이다.

## 운행 노선
JR 동일본의 게이힌 도호쿠 선(京浜東北線), 도쿄 메트로 난보쿠 선(南北線), 도쿄도 교통국의 도덴 아라카와 선의 3개 노선이 이 역과 연결된다. 이중 게이힌 도호쿠 선 역에는 "JK 36", 난보쿠 선 역에는 "N 16", 도덴 아라카와 선 (도쿄 사쿠라 트램) 역에는 "SA 16" 역번호가 부여되었다.
JR 동일본의 역에 운행하는 노선은, 선로 명칭으로는 도호쿠 본선이지만, 이 역에는 전차선(電車線)을 달리는 케이힌 토호쿠 선 열차만 정차하고, 여객 안내에서는 "도호쿠 (본)선(東北（本）線)"은 안내되어 있지 않다. 또한 JR 특정지구시내 제도에서 "도쿄도 구내(東京都区内)"에 속한다.

## 역 구조

### 동일본 여객철도
축제 상에 세워진 섬식 승강장 1면 2선의 고가역. 게이힌 도호쿠 선 외, 우쓰노미야 선과 다카사키 선 열차가 주행하는 열차선, 쇼난 신주쿠 라인과 화물 열차가 주행하는 화물선이 병행한다. 구내 남쪽에서 오쿠 역으로 향하던 열차선(오쿠 지선)이나 기타오지 선(화물 지선)과 게이힌 도호쿠 선이 입체 교차한다. 또한 히가시 주조 방향은 승객의 승하차가 많아 승강장은 좁은데 위험하다.
개찰구는 북문, 중문, 남문의 총 3개소가 있다. 미도리창구는 영업 시간이 7:00 ~ 21:00이고 역내 자동 개찰기와 지정석 매표기가 설치되어 있다. 난보쿠 선으로의 환승은 북문이나 중문, 도쿄 도 교통국 노면 전차 아라카와 선으로의 환승은 중문, 아스카야마 공원 또는 사카에초 방면으로 가려면 남문이 편리하다. 북문 로터리에는 버스 터미널과 택시 정류장이, 남문 광장에 택시 정류장이 있다.

#### 승강장
| 1 | 게이힌 도호쿠 선 | 아카바네・우라와・오미먀 방면                          |
| 2 | 게이힌 도호쿠 선 | 닛포리・우에노・도쿄・요코하마・오후나 (네기시선) 방면 |

### 도쿄 지하철
JR역의 북문 쪽으로 버스 터미널 및 국도 제122호선의 직하에 위치한다. 섬식 승강장 1면 2선의 지하역이며, 스크린도어가 설치되어 있다.
개찰구는 2개 있는데, 이 중 1곳은 엘리베이터 이용자 전용이다. 엘리베이터는 개업 시부터 설치되어 있었지만, 개업 당시는 휠체어 전용으로, 담당자의 도움이 없으면 이용하지 못했다.

#### 승강장
| 1 | ○ 난보쿠 선 | 아카바네이와부치・우라와미소노 방면                                   |
| 2 | ○ 난보쿠 선 | 고마고메・나가타초・메구로・히요시ㆍ신요코하마ㆍ에비나ㆍ쇼난다이 방면 |

### 도쿄 도 교통국
상대식 승강장 2면 2선의 지상역. 도쿄 도 교통국 노면 전차 아라카와 선은 운행 간격이 일정하지 않은 경우가 있어서, 복수의 전차 승강을 할 수 있도록 유효 길이가 길다. 계속 순환하는 운전용의 이동 라인을 가진다.

#### 승강장
| 서측(西側) | 도덴 아라카와 선 | 오쓰카 역앞・와세다 방면     |
| 동측(東側) | 도덴 아라카와 선 | 마치야 역앞・미노와바시 방면 |

## 역세권 정보
- 아스카야마 공원
  - 아스카야마 공원 모노레일
- 도쿄 서적(東京書籍)
- 고세 오지 연수센터,연구소
- 무사시노 악기(武蔵野楽器)

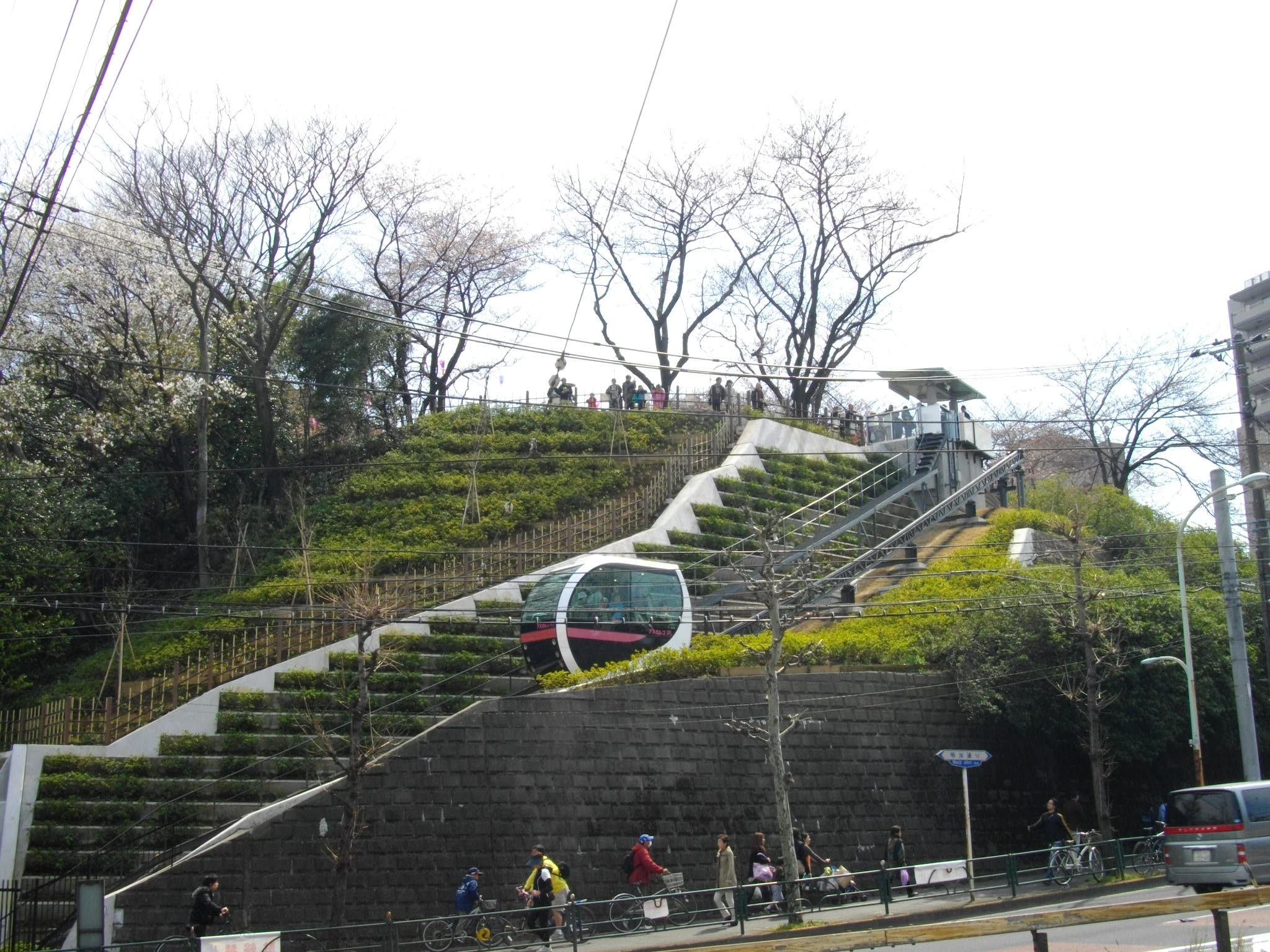
아스카야마 공원 모노레일

- 산스퀘어(닛폰 제지그룹의 복합상업시설)
  - 도부 스토어(東武ストア) 오지점
- 식품관 이토요카도 오지점

## 역사
- 1883년 7월 28일: 게이힌 도호쿠 선의 철도역이 영업 개시.
- 1906년 11월 11일: 매수에 의한 국유화.
- 1915년 4월 17일: 아라카와 선의 정류장이 설치됨.
- 1991년 11월 29일: 난보쿠 선의 철도역이 영업 개시.
- 2001년 11월 18일: JR 동일본에서 IC카드 Suica 공용 개시.
- 2007년 3월 18일: 도쿄 메트로에서 IC카드 PASMO 공용 개시.

## 사진

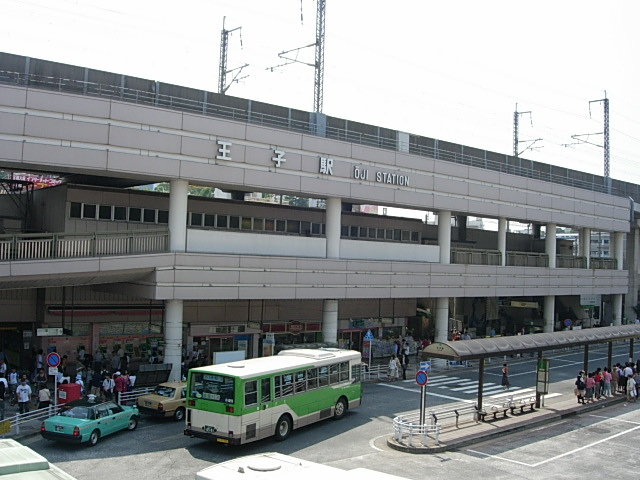
JR 오지 역 건물
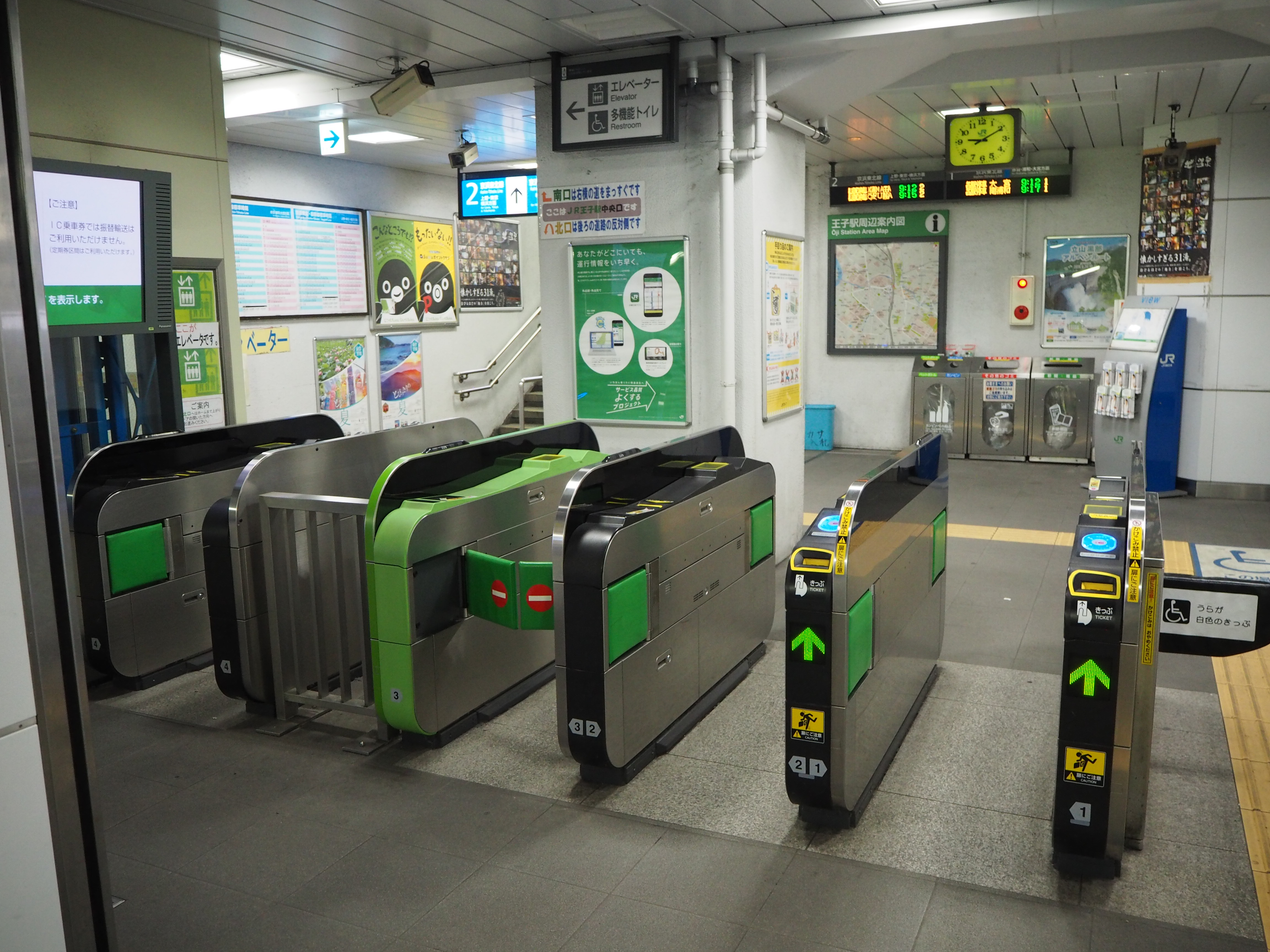
JR 개찰구 (2016년 7월 16일)
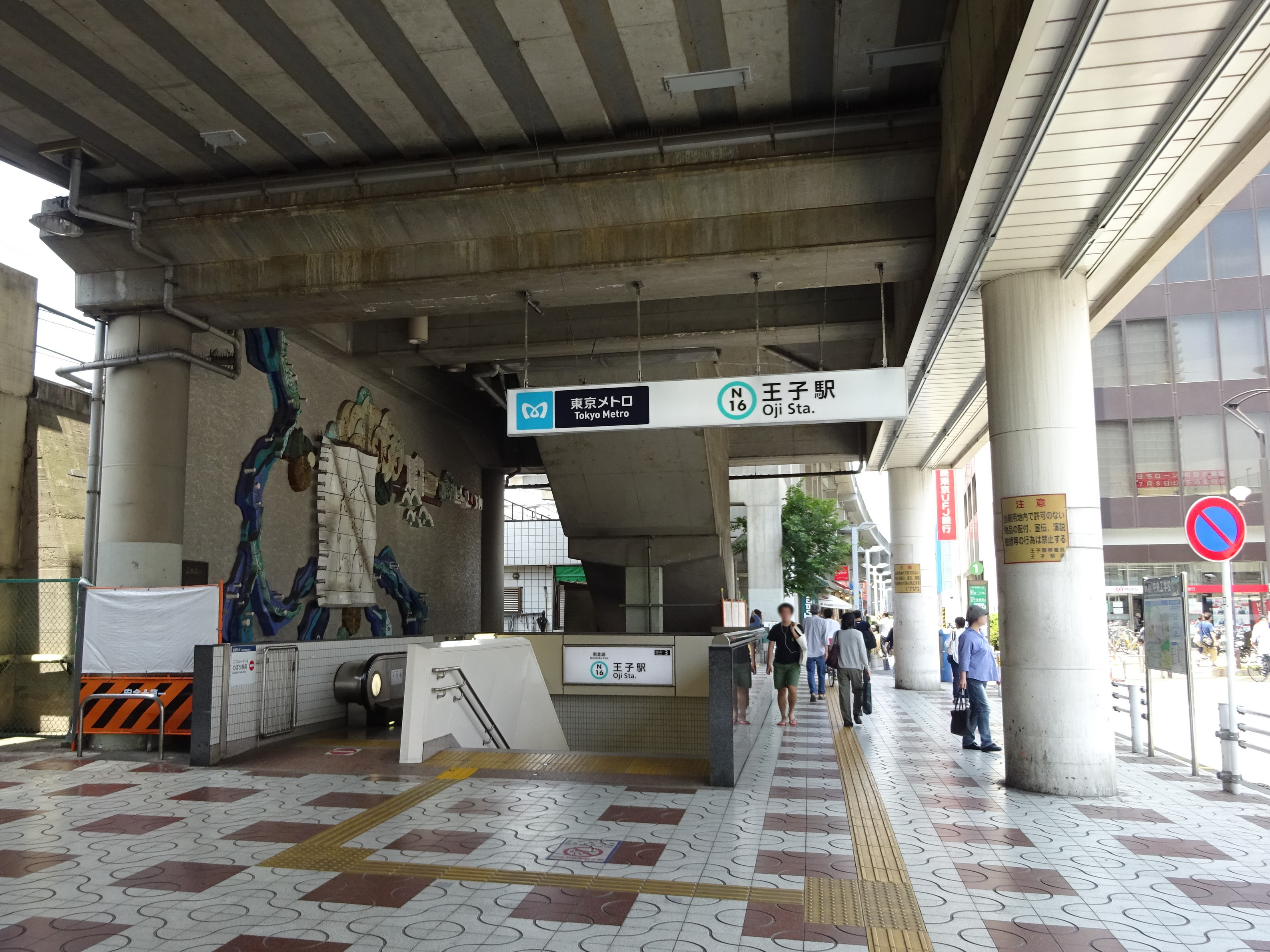
난보쿠 선 3번 출구 (2017년 6월 24일)
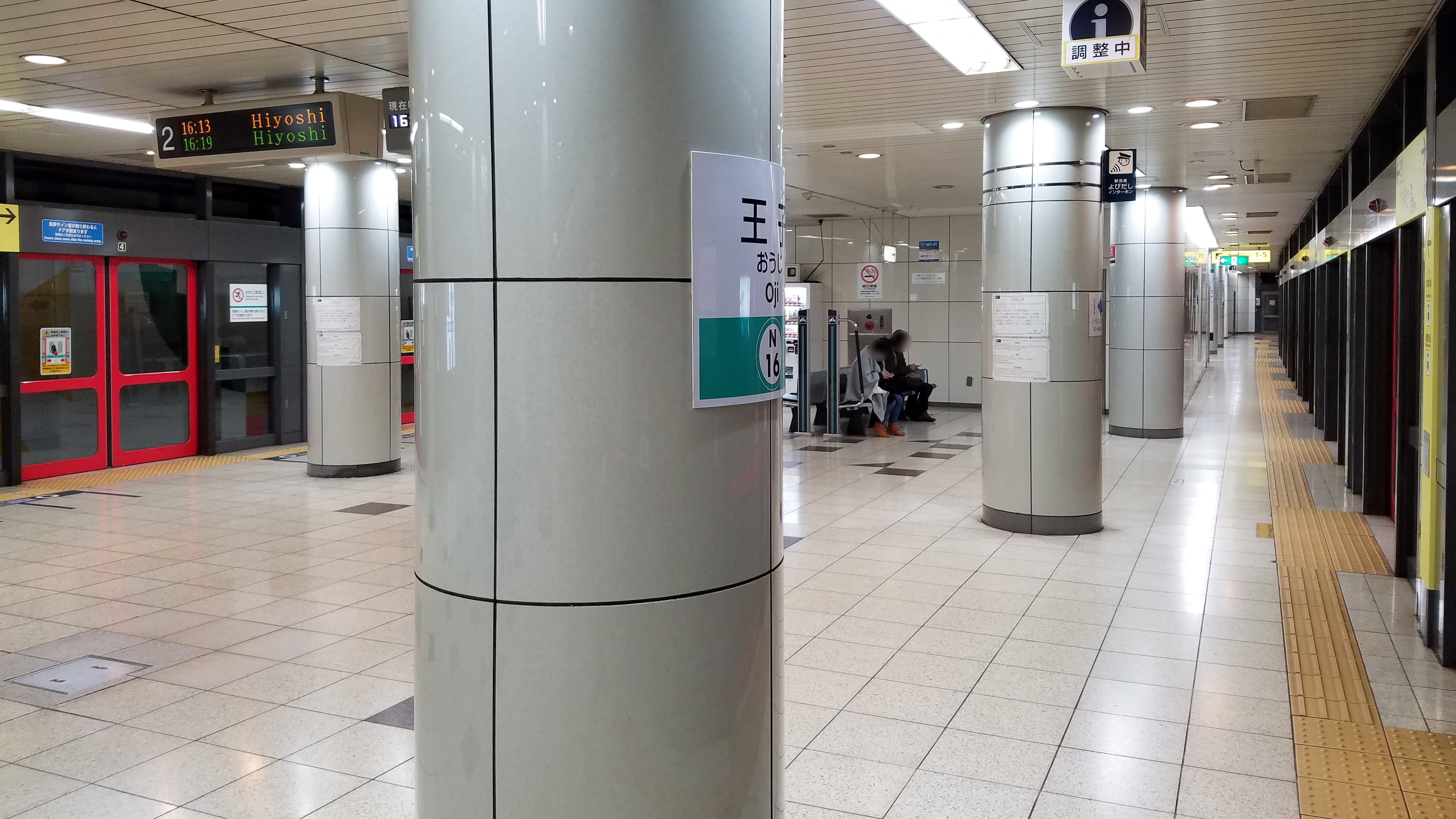
난보쿠 선 승강장
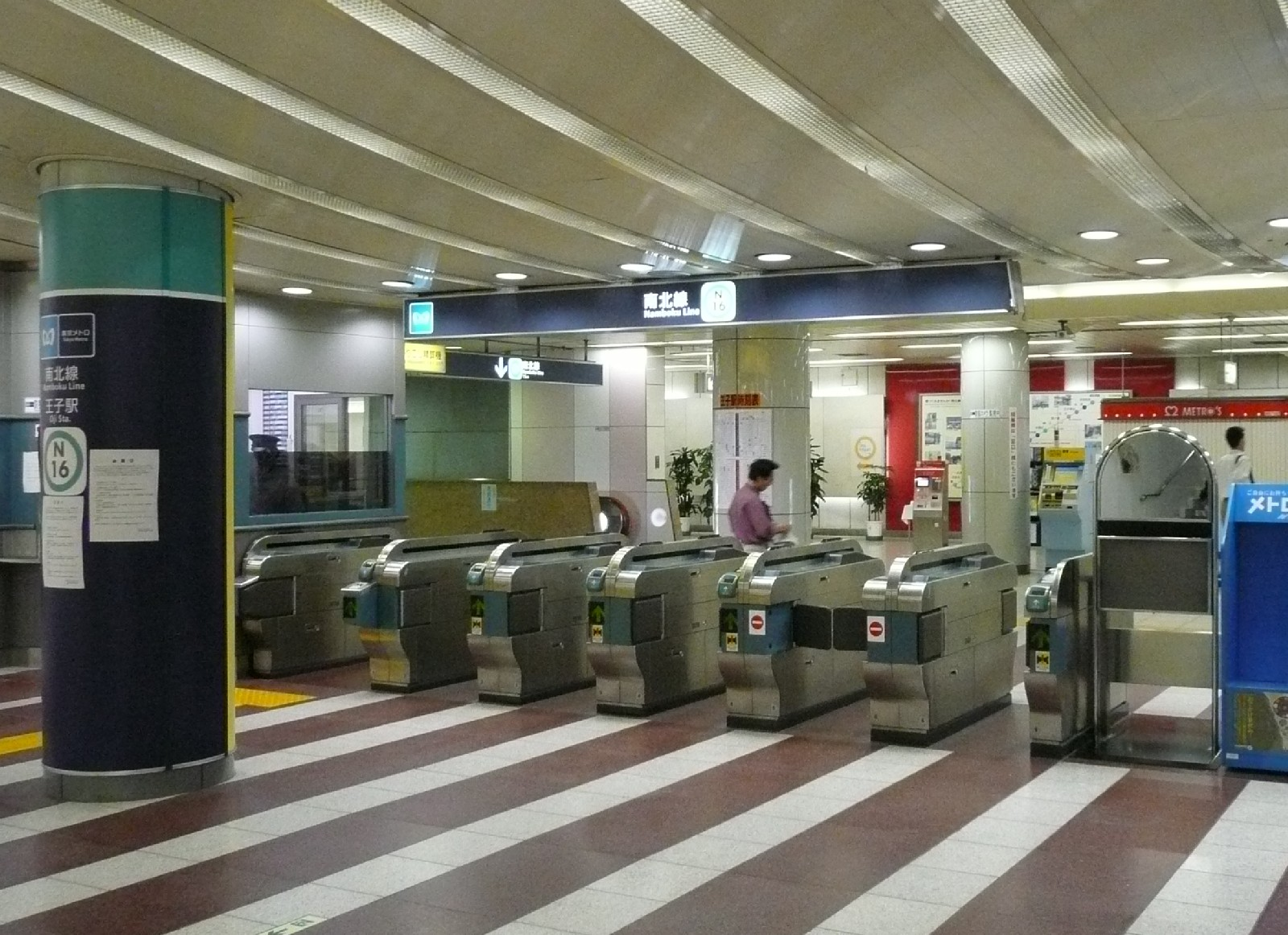
난보쿠 선 개찰구 (2008년 7월)
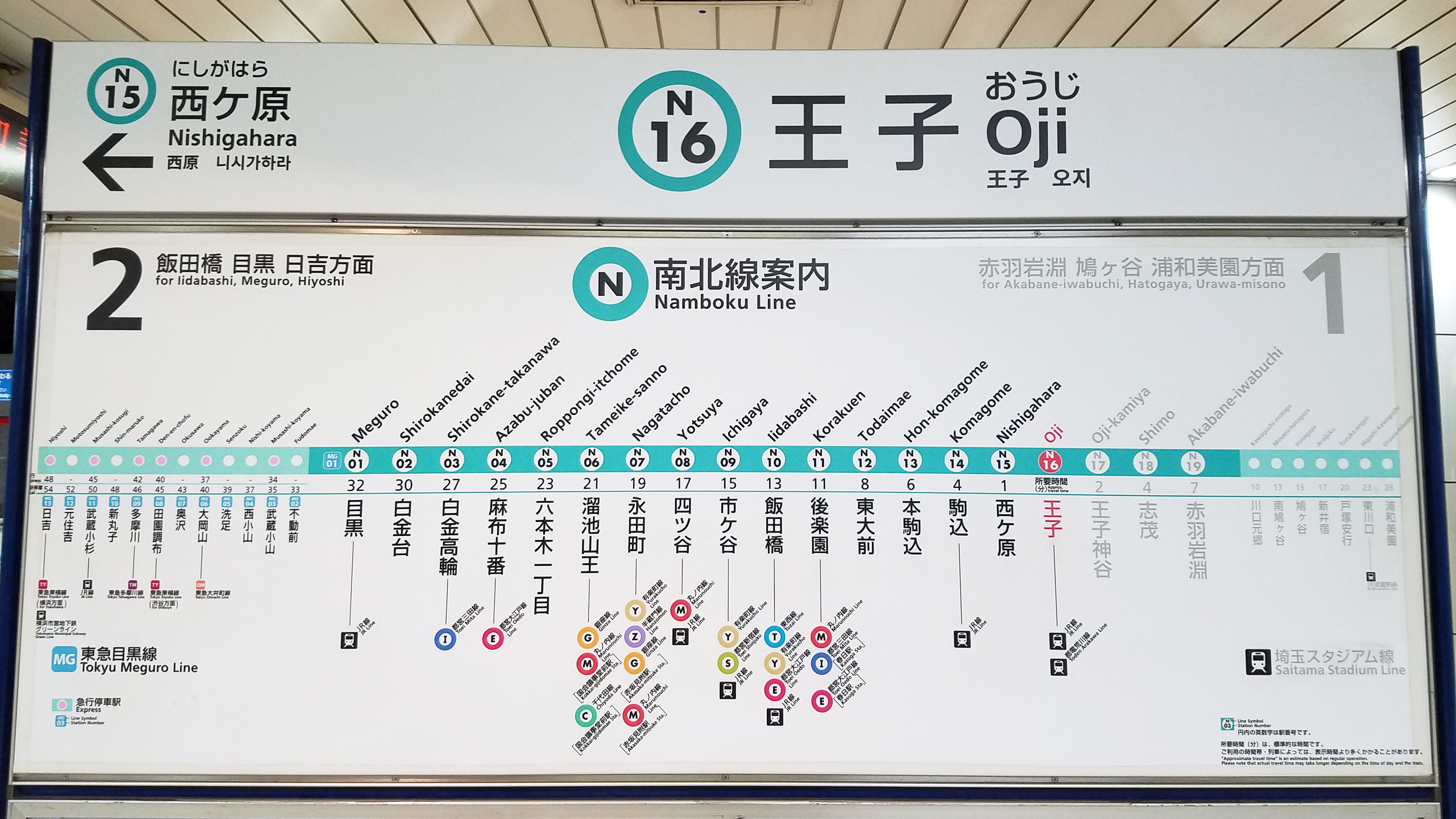
난보쿠 선 역명판

## 인접역
| 동일본 여객철도 도호쿠 본선         | 동일본 여객철도 도호쿠 본선 | 동일본 여객철도 도호쿠 본선          |
| ----------------------------------- | --------------------------- | ------------------------------------ |
| 히가시주조 오미야 방면              | ■ 게이힌 도호쿠 선          | 가미나카자토 오후나 방면             |
| 도쿄 도 교통국 노면전차 아라카와 선 |                             |                                      |
| 사카에초 미노와바시 방면            | 아라카와 선                 | 아스카야마 와세다 방면               |
| 도쿄 메트로 7호선                   |                             |                                      |
| N15 니시가하라 메구로 방면          | 난보쿠 선                   | N17 오지카미야 아카바네이와부치 방면 |